# Юрчак Юрій Володимирович
Ю́рій Володи́мирович Юрча́к (нар. 22 квітня 1990, Носківці, Жмеринський район, Вінницька область) — український поет. Громадський діяч. Член Національної спілки письменників України (2016). Автор проектів: «TRAmART» та «Побачте нас».

## Біографія
Народився 22 квітня 1990 року в с. Носківці Жмеринського району на Вінниччині. Випускник інституту філології та журналістики Вінницького державного педагогічного університету імені М. Коцюбинського (2013). За фахом — учитель української мови і літератури. По закінченні вишу займається бібліотечною справою, працює завідувачем бібліотеки-філії № 7 Вінницької міської централізованої бібліотечної системи. Один з ініціаторів бібліотечних проектів TRAmART та «Побачте нас». Одружений, має доньку.

## Літературна діяльність
Віршує зі студентських часів. Відвідував університетське ЛІТО «Вітрила», засідання обласного літературно-мистецького об'єднання ім. В. Стуса, щорічні «Барські читання». Друкувався у регіональних періодичних виданнях: газетах «Слово педагога», «Вінницька газета», журналі «Вінницький край», колективній збірці «З-над Бугу й Дністра», альманахах «Експрес-Молодість», «Підкова для носорога», хрестоматії «Інверсія серця — з покоління двотисячників».

Автор збірки поезій «Симетрія слова» (2015).

|                                                          | «Симетрія слова» — перша збірка уже сформованого і обнадійливого поета. Більшості поезій притаманна висока літературна культура, дбайливе володіння формою поетичного письма. Автор примушує читача поринути у світ роздумів, складних переживань сучасної людини, навіює ліричний настрій елегійністю рядків про кохання, щиро й відверто міркує про перипетії сьогодення нашого суспільства. |
| — Тетяна Яковенко, з передмови до книги «Симетрія слова» | |

Лауреат Всеукраїнського фестивалю поезії на Поділлі «Підкова Пегаса» (2013), літературно-мистецької премії «Кришталева вишня» (2016). Дипломант вінницьких літературних фестивалів «Малахітовий носоріг» (2011—2013), «Живий вогонь» (2013, 2015).

27 жовтня 2016 року за результатами спілчанського семінару з творчою молоддю був прийнятий до лав НСПУ за спрощеною процедурою.